# Contrabasconcert
Een contrabasconcert is een concert voor solo contrabas en orkest of kamerorkest.

## Voorbeelden
- Kalevi Aho - Contrabasconcert
- Giovanni Bottesini: Contrabasconcert nr. 1 en Contrabasconcert nr. 2
- Carl Ditters von Dittersdorf: Contrabasconcert nr, 1 in D majeur, Contrabasconcert nr. 2 in D Majeur
- Tan Dun: The wolf (contrabasconcert); opgenomen door Dominic Seldis en het Koninklijk Concertgebouworkest onder leiding van de componist
- Andrej Eshpai: Contrabasconcert
- Franz Anton Hoffmeister: Contrabasconcert in Es majeur
- Wenzel Pichl: Contrabasconcert in D majeur
- Einojuhani Rautavaara: Angel of dusk (contrabasconcert)
- Eduard Tubin: Contrabasconcert
- Johann Baptist Vanhal: Contrabasconcert in E majeur, Contrabasconcert in Es majeur